# Isolapotamon seowi
Isolapotamon seowi — вид прісноводних крабів родини Potamidae. Описаний у 2023 році.

## Поширення
Ендемік малазійського штату Сабах на півночі острова Калімантан.

## Назва
Вид названий на честь малазійського натураліста Френсіса Сеу-Чоена, відомого гастроентеролога та експерта з комах-фазмід, який опублікував кілька важливих книг про фауну палочників Малайзії. Він зібрав типові зразки краба під час одного зі своїх численних досліджень і люб'язно домовився про те, щоб вони були передані автору таксона для дослідження.

## Опис
Панцир завдовжки 2,6-4,0 см. Відрізняється від свого найближчого родича, Isolapotamon buntyae Ng, Low & Clark, 2022, зі східного Борнео, тим, що має відносно нижчий панцир і морщинистішу поверхню спинного панцира, заочноямкові кристи гостріші та субпаралельні передньому краю, відносно коротші четверті рухливі ноги, а кінцевий сегмент першого гоноподія самця плавно вигнутий із субдистальним відростком трохи довшим за дистальну проєкцію та під кутом 90° до поздовжньої осі.